# Ilobabánya
Ilobabánya település Romániában, Máramaros megyében

## Fekvése
Máramaros megyében, Szinérváraljától keletre, a Szamos jobb partján fekvő település.

## Története
Ilobabánya  története a szomszédos Iloba történetével azonos, annak sorsában osztozott.
Régen Iloba bányatelepe volt, s a későbbiekben vált önálló községgé.
A szinéri uradalomhoz tartozott, sorsa is azzal egyezik.
1493-ban már fennállt, mint  Iloba településhez tartozó bányatelep. Nevét a korabeli oklevelek ekkor Illuba-banya néven írták.
A trianoni békeszerződés előtt Szatmár vármegyéhez tartozott.

## Nevezetességek
- Római katolikus templom – 1848-ban épült.